# ICE TD
ICE TD představují vysokorychlostní vlakové soupravy německého železničního dopravce Deutsche Bahn, vyráběné společností Siemens v období let 2001 až 2006. Maximální rychlost ICE TD je 200 km/h. Při testovací jízdě dosáhla tato jednotka 13. 1. 2000 rychlosti 222 km/h, což znamenalo nový německý rekord pro dieslový vlak.
Jednotky jsou složeny ze dvou hnacích krajních vozů řady 605 a dvou vložených vozů. Hnací i vložené vozy je možné kombinovat s hnacími i vloženými vozy jednotek ICE T.

## V provozu
Od roku 2007, byly tyto vlakové soupravy v běžném provozu na spojích mezi Berlínem-Hamburkem-Kodaní, které jedou přes Puttgarden. Nahrazují tak některé dánské motorové jednotky IC3 jedoucí z Hamburku do Kodaně. Toto nasazení těchto jednotek bylo ukončeno v roce 2016. Další nasazení těchto jednotek není dle DB ekonomicky hospodárné. Jednotky nyní nabízí DB k prodeji.

## Historie

### Koncepce vozidla
Tato varianta ICE-jednotek s naklápěcí technikou a dieselelektrickým pohonem měla zkrátit dojezdové časy na obloukovitých a neelektrifikovaných tratích. Předpokládané nasazení mělo být na Sasko-franské magistrále z Drážďan do Norimberka a na trase Mnichov – Zürich. Poprvé tak měly po mnoha desetiletích znovu být nasazeny vysokorychlostní dieselelektrické vlaky.
Vzhledem k potenciálu cestujících na určitých neelektrifikovaných tratích, vznesly německé dráhy v listopadu 1994 neformální poptávku po čtyř-článkové dieselové jednotce s naklápěcí technikou a výbavou pro dálkové cesty. V únoru 1995 následovala definice požadavků. V létě 1995 byly požadavky upraveny, zejména ohledně designu a vybavení, aby byla tato jednotka kompatibilní s jednotkami ICE-T a ICE 3. Na konci října 1995 obdržely DB konkrétní nabídky. Mimo jiné bylo požadováno: Maximální rychlost od 200 km/h, 195 míst k sezení a maximální zatížení náprav od 14,5 t.